# Evald Tang Kristensen
Evald Tang Kristensen (ur. 24 stycznia 1843 w Nørre Bjert, zm. 8 kwietnia 1929) – duński pisarz i kolekcjoner folkloru. Pracując najpierw jako nauczyciel, a później wyłącznie jako kolekcjoner, zgromadził i opublikował ogromną ilość szczegółowych informacji na temat różnych aspektów folkloru, odwiedzając mieszkańców w całej rodzinnej Jutlandii.

## Życiorys
Urodził się i spędził trudne dzieciństwo w Nørre Bjert niedaleko Kolding. W młodym wieku stracił ojca. Po jego śmierci wychował go ojczym i matka na wrzosowiskach pod Viborgiem. 
Błyskotliwy jak na swój wiek, pobierał lekcje języka duńskiego u miejscowego pastora. Chciał zostać lekarzem, ale nie miał odpowiednich środków finansowych. W 1858 r. rozpoczął naukę w seminarium w Grenå, którą skończył w 1861 r. z tytułem nauczyciela. Wkrótce uzyskał stanowisko asystenta nauczyciela w Husby koło fiordu Nissum, a następnie w Helstrup niedaleko Randers (1863–1866). Aby ustabilizować swoje życie, przygotował się do dodatkowego egzaminu kantora. W rezultacie zainteresował się muzyką ludową. Jako chłopiec interesował się kolekcjonowaniem zagadek, ale dopiero kiedy uczył w Gellerup w 1866 r., zdał sobie sprawę, że ma powołanie, by zostać badaczem folkloru. 
Po raz pierwszy spisał słowa lokalnej piosenki w 1867 r., kiedy spędzał Boże Narodzenie ze swoją matką w Brandstrup. W miejscu, w którym nauczał, wkrótce odkrył bogactwo pieśni i ballad, niektóre z okresu średniowiecza, które spisał, a dzięki wsparciu finansowemu innego entuzjasty utworów ludowych Svenda Grundtviga, opublikował je jako Jyske Folkeminder I-II (1871–76). Następnie zebrał opowieści i legendy ludowe i wydał jako Jyske Folkeminder III-IV (1876–1880) oraz bajki, Jyske Folkeminder V (1881). Przez resztę życia kontynuował kolekcjonowanie, nagrywanie i publikowanie baśni, podań, legend i innych tekstów ludowych. 
Jego poszukiwania doprowadziły go po Jutlandii. Sporadycznie pracował również we wschodniej Danii z racji mniej swobodnych relacji z mieszkańcami. W czasie pobytu w Fårup pod Viborg i Brandstrup gdzie pracował jako nauczyciel (1876–1884), otrzymał od państwa środki na finansowanie swoich podróży. W 1888 r. państwo przyznało mu stałą kwotę 1800 DKK rocznie, co pozwoliło mu poświęcić cały swój czas na zbieranie tekstów folklorystycznych.

## Twórczość
Opublikowane prace (w języku duńskim) Tanga Christensena obejmują:
- Sagn fra Jylland. Jyske Folkeminder, 1880
- Æventyr fra Jylland. Jyske Folkeminder, 1881
- Sagn og Overtro fra Jylland. Jyske Folkeminder, 1883
- Gamle viser i Folkemunde, 1891
- Gamle folks fortællinger om det jyske almueliv, som det er blevet ført i mands minde, samt enkelte oplysende sidestykker fra øerne, 1891–94
- Mosekonen brygger. Æventyr og Legender, 1891
- Danske Sagn: Ellefolk, Nisser og adskillige Uhyrer, samt religiøse Sagn, Lys og Varsler, 1893
- Æventyr fra Fyn, 2007
- Danske Sagn: Kjæmper. Kirker. Andre Stedlige Sagn. Skatte, 1895
- Danske Sagn: Personsagn, 1896
- Danske Dyrefabler og Kjæderemser, 1896
- Spanske Børnerim, Remser og Lege, 1896
- Danske Sagn: Spøgeri og Gjenfærd, 1897
- Danske Sagn: Djævlekunster, Kloge Mænd og Koner, 1900
- Gamle folks fortællinger om det jyske almueliv, Tillægsbind, 1900–02
- Gamle Kildevæld, 1927
- Minder og Oplevelser, 4 bind, 1923–27